# 奧諾帕魯斯河戰役
奧諾帕魯斯河戰役（Battle of Oenoparus），發生在前145年的安條克城北的奧諾帕魯斯河畔平原的一場戰役，奧諾帕魯斯河即今日的阿夫林河（Afrin）。塞琉古帝國內戰爆發，托勒密埃及托勒密六世進行武力干涉並趁機擴張領土，交戰方一方是塞琉古國王亞歷山大一世，另一方是托勒密六世和塞琉古王位宣稱者德米特里二世，雙方為爭奪塞琉古帝國首都安條克城的控制權，於城北平原的奧諾帕魯斯河畔展開大型會戰。
這場戰役的細節多已經失傳，留下的隻句片語不多，但可以知道這場戰役由托勒密軍隊主導的聯軍獲得大勝，亞歷山大一世敗走。此戰中主帥托勒密六世在戰鬥中受到重傷，戰後5日後亞歷山大一世的首級被送到托勒密六世的面前，他欣喜之後就因傷重過世。托勒密六世戰前曾試圖為自己奪取塞琉古帝國王位，隨著他去世，托勒密埃及和塞琉古帝國這兩個繼業者國家再次合併的機會再一次消失。這場戰爭的勝利者無疑是年輕的德米特里二世，不僅他的王位競爭對手都先後去世，戰後他也對群龍無首的盟友埃及軍隊下手，把埃及軍隊趕回埃及本土。

## 背景
塞琉古帝國巴西琉斯德米特里一世是個有野心、有能力的統治者，但是他在統治期間樹敵太多，無論國內或是國外都是如此。羅馬共和國、托勒密王國、卡帕多奇亞王國和帕加馬王國都樂見德米特里一世和塞琉古帝國力量衰弱。當時有一位塞琉古王位宣稱者亞歷山大一世，他宣稱是安條克四世之子，於是德米特里一世的外國敵人都支援他，透過羅馬和帕加馬提供的軍資，亞歷山大雇傭了一軍隊，幫助他在前152年奪取腓尼基的托勒邁斯（Ptolemais in Phoenicia）作為根據地，即今日的阿卡。亞歷山大也攏絡了一些德米特里一世在國內的敵人們來加入自己麾下，其中最著名的就是猶地亞馬加比家族領袖約拿單·亞腓斯，並任命他為自己的猶太大祭司。在前150年的時候，亞歷山大一世和他的黨羽成功在戰場上擊殺德米特里，攫取了王位。戰後亞歷山大與托勒密埃及聯姻，娶了托勒密六世的女兒克麗奧佩脫拉·特婭，雙方建立同盟。
然而好景不常，因為亞歷山大對國內治理一片混亂，被視為不適任且名聲敗壞的統治者，此時德米特里一世之子德米特里二世趁著機會決定向王位發起宣稱，年僅14歲的他在克里特將軍拉斯特涅斯（Lasthenes）幫助下，帶著一支雇傭兵進入奇里乞亞，發起塞琉古王朝內戰。然而德米特里二世在戰場上漸漸失利，在前147年左右，托勒密埃及托勒密六世在邊境集結大軍，準備武力干涉塞琉古內戰。托勒密六世對外以幫助盟友亞歷山大一世的名義，一路進入巴勒斯坦和腓尼基一帶亞歷山大控制的沿海城市，並逐一佔領它們。當托勒密軍隊奪取塞琉西亞·佩里亞（Seleucia Pieria）後，托勒密六世迅速與亞歷山大宣布敵對，並讓女兒克麗奧佩脫拉·特婭與亞歷山大離婚。他對弱小的德米特里二世王位宣稱表示支持，雙方很快就達成協議。協議中托勒密六世獲得柯里敘利亞以南的疆土，收復托勒密埃及在第五次敘利亞戰爭的失土，而德米特里二世將統治以北的塞琉古帝國，並娶了克麗奧佩脫拉·特婭為王后。前145年,亞歷山大的統治不得人心，讓托勒密他奪取塞琉古帝國首都安條克城，並在軍隊和安條克公民的支持下加冕為塞琉古國王。可能為了免除羅馬人的反對，也為了遵守與德米特里二世的約定，托勒密很快就放棄塞琉古王位，並勸安條克的公民們擁戴德米特里，承諾會成為德米特里的監護人。德米特里後來從奇里乞亞退到安條克城與托勒密六世會合，由托勒密六世擔任德米特里的監護人。
亞歷山大一世此時在奇里乞亞剷除德米特里的勢力，聞首都安條克已失的消息，亞歷山大在當地重整旗鼓並進行擴軍，回頭率領大軍返回敘利亞，雙方準備在安條克城外附近展開決戰。

## 雙方軍隊

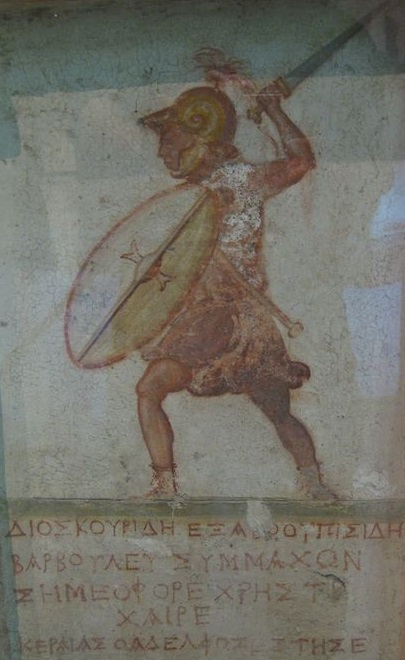
前二世紀中葉希臘化時期士兵迪奧斯科里德斯（Dioskourides）墓碑上的畫像，學者Nicholas Sekunda認為安條克四世和托勒密六世分別開啟軍事改革，使希臘化時期陸軍開始運用羅馬軍團戰術「三線列」，Sekunda認為此畫像為證據之一

因亞歷山大一世是塞琉古帝國現任國王，塞琉古軍隊多服從亞歷山大的指揮，他的大軍包含許多帝國移民軍戶的義務役士兵，他們的祖先是馬其頓人或希臘人，因從帝國手中分得土地成為地主，但戰時有義務徵召入伍。在亞歷山大一世的軍隊中有不少比例來自這些軍戶，歷史學家西西里的狄奧多羅斯就提到一位馬其頓裔的軍戶之子隨著國王參戰，不僅是亞歷山大的騎兵護衛隊之一，還參與這場奧諾帕魯斯河戰役。
另外，自從安條克三世大規模使用全覆裝甲騎兵開始，塞留古軍隊就以強大的騎兵聞名，在安條克四世時不僅繼續維持強大騎兵的政策，他還開始對步兵進行軍事改革，借鏡羅馬共和國在庫諾斯克法萊戰役和彼得那戰役中羅馬軍團靈活的戰術，塞琉古帝國開始組建自己的羅馬式軍團，與馬其頓式方陣一同出現在前166年達芙妮（daphne）閱兵之中。塞琉古軍隊對傳統的馬其頓式方陣軍隊進行改革，在前160年代猶地亞馬加比起義中塞琉古軍隊為了應付猶太人的山地游擊戰術，開始讓軍隊進行細化、小型化改革。學者Nicholas Sekunda認為此時塞琉古軍隊已經放棄使用馬其頓式方陣，採用羅馬人的軍團戰術。而另一學者Bar-Kochva則是認為此戰術是把羅馬軍團與馬其頓式方陣兩種作戰方式的結合，是對馬其頓式方陣的缺點進行改良的戰術。無論馬其頓式方陣戰術是否放棄，塞琉古軍隊很明顯繼續延續帕尼翁戰役和馬格尼西亞戰役時的作法，將戰象和重騎兵編入步兵戰列之中作為主要的突擊力量。
相比塞琉古帝國的軍戶仍保留其功能，托勒密埃及的移民軍戶在前二世紀時期就變化許多，從第四次敘利亞戰爭起托勒密埃及的就對它的軍隊進行一連串的改革。在兵員上廢除以民族籍貫區分，如色薩利騎兵這種以民族名的部隊，改以數字為其番號組建新的部隊，如第2騎兵旅，原本民族籍貫的部隊逐漸廢除。至少從托勒密五世起，托勒密埃及軍隊就招募不少希臘化埃及人，還組建埃及人組成的親衛隊，隨著時間演進至前二世紀中葉，希臘化埃及人大量進入軍隊之中。差不多在托勒密六世統治時期，托勒密陸軍再進行另一波軍制改革，原先使用馬其頓方陣的250人基層部隊被細分成兩個百人隊和一個50人隊，使軍隊組織進行細化、小型化。學者Nicholas Sekunda認為托勒密六世這種「三線列」的作戰組織很像羅馬軍團的作戰方式，結合前二世紀士兵裝扮的畫像，認為當時托勒密埃及軍隊放棄馬其頓式方陣戰術，改採用變革式的羅馬軍團戰術。

## 戰鬥
因西西里的狄奧多羅斯詳細記載本次戰役過程的章節已經佚失，現在僅能靠弗拉維奧·約瑟夫斯和其它文獻的隻字片語得知其過程。根據約瑟夫斯的描述，亞歷山大一世率領一支裝備齊全的大軍從奇里乞亞往敘利亞方向進軍，因帝國首都安條克城公民叛離亞歷山大而效忠托勒密六世和德米特里二世的態度，他讓部隊焚燒並劫掠安條克城周遭地區的農莊，施加安條克城公民很大壓力，誘使托勒密六世和德米特里二世率領聯軍前來與他決戰。然而因為亞歷山大一世無道的統治，他的士兵並沒有很擁載他，一些原本曾在德米特里一世時期服役的士兵，回憶起過往的日子和想起對老國王效忠的誓言，紛紛叛變到德米特里二世統領下的軍隊。
托勒密六世聯軍和亞歷山大一世軍隊雙方在安條克城北邊的奧諾帕魯斯河畔展開，戰鬥中接戰相當激烈，托勒密六世騎著戰馬與敵軍纏鬥時，戰馬因受到戰象的叫聲而受到驚嚇，把托勒密六世甩落在地上，周遭混戰的亞歷山大士兵們視為大好時機連忙衝上去要去砍死敵人國王，托勒密的頭部身重數刀。托勒密的國王護衛連忙衝過去護駕，搶下昏迷頻死的埃及國王。儘管聯軍統帥托勒密六世身負重傷，埃及聯軍仍舊在這場戰役擊敗敵人的軍隊，亞歷山大一世被迫只得帶領500名騎兵倉皇逃離戰場，逃往阿拉伯地區的方向遁去。
亞歷山大一世前去投靠阿拉伯人首領扎布迪爾·迪奧克勒斯，但在德米特里二世的設計利誘下，亞歷山大一世可能遭到阿拉伯人首領背叛或是自己軍官的背叛而被殺。亞歷山大的頭顱被砍下送往聯軍大營。托勒密六世此時頭部傷勢過重，會戰後幾天都陷入昏迷不醒。到了第五天托勒密六世從昏迷中醒來，此時亞歷山大的首級恰好被送到托勒密六世的眼前，對此消息托勒密感到欣喜和滿意，他隨後傷勢惡化，醫生緊急爲他進行開顱手術但手術並不成功，托勒密六世隨後過世。

## 戰後
戰後托勒密六世和亞歷山大一世之死，讓幸運的德米特里二世不再有束縛和敵手，托勒密六世突然逝去也讓埃及軍隊群龍無首，德米特里二世很快就接手聯軍統帥權。猶太歷史學家約瑟夫斯批評德米特里二世忘了托勒密六世對他的幫助和恩情，嚴酷的對待埃及士兵，侵占了他們的戰象，埃及軍隊不堪承受如此對待，一路撤回埃及邊界。原本被托勒密六世收復的城市，城中的埃及駐軍也被德米特里驅逐，所有埃及在第七次敘利亞戰爭所獲的領土全部失去，回到戰前的邊界。

## 腳註
1. ↑  斯特拉波 16.2.8.
2. ↑  Chrubasik, Boris，2016，第134-135頁
3. ↑  波利比烏斯 The Histories 39.7'1;
4. ↑  馬加比一書 11.18
5. ↑  約瑟夫斯, Jewish Antiquities 13.35.
6. ↑  約瑟夫斯, Jewish Antiquities 13.80.
7. ↑  馬加比一書 10.48-10.58
8. ↑  Grainger 2010, p. 335–338.
9. ↑  西西里的狄奧多羅斯 33.3.1.
10. ↑  約瑟夫斯, Jewish Antiquities 13.86.
11. ↑  Monica D'Agostini 第50頁
12. ↑  約瑟夫斯, Jewish Antiquities 13.109.
13. ↑  馬加比一書 11.1-11.19
14. ↑  Ogden Daniel ,1999 第148頁
15. 1 2 3  約瑟夫斯, Jewish Antiquities 13.116.
16. ↑  約瑟夫斯, Jewish Antiquities 13.115.
17. ↑  李維 Periochae 52.11
18. ↑  Grainger 2010, p. 340–345.
19. ↑  Bezalel Bar-Kochva. 1976 第20頁.
20. ↑  西西里的狄奧多羅斯 32.10.2.
21. ↑  Bezalel Bar-Kochva. 1976 第56頁.
22. ↑  Nicholas Sekunda 1993, 第4頁
23. ↑  Bezalel Bar-Kochva. 1989 第120頁.
24. ↑  Bezalel Bar-Kochva. 1976 第181頁.
25. ↑  Fischer-Bovet, Christelle 2014, 第133頁
26. ↑  Fischer-Bovet, Christelle 2014, 第134頁
27. ↑  Nicholas Sekunda 2001, 第33頁
28. ↑  Nicholas Sekunda 2001, 第57-61頁
29. ↑  查士丁 Epitome of Pompeius Trogus' Philippic Histories 35.2
30. ↑  約瑟夫斯, Jewish Antiquities 13'118-119.
31. ↑  西西里的狄奧多羅斯 Bibliotheca historica 32.9D;
32. ↑  約瑟夫斯, Jewish Antiquities 13.119.
33. ↑  李維, periochae 51-55.
34. ↑  約瑟夫斯, Antiquites of the Jews 13.120
35. ↑  Chrubasik ，2016  第134頁